# Call of Juarez: The Cartel
Call of Juarez: The Cartel – gra komputerowa z gatunku first-person shooter stworzona przez polskiego producenta i dystrybutora Techland. Pracuje na autorskim silniku Chrome Engine 5. Grę zapowiedziano 7 lutego 2011 roku na platformę Microsoft Windows, Playstation 3 oraz Xbox360. Światowym wydawcą gry jest Ubisoft.
Autorami scenariusza i dialogów są (odpowiednio) Paweł Selinger i Haris Orkin. The Cartel pracuje na silniku graficznym Chrome Engine 5.

## Rozgrywka
Według informacji zamieszczonych na witrynie Ubisoft "Gra przeniesie najlepsze elementy Dzikiego Zachodu do czasów współczesnych, jednocześnie zaskakując odważną, wciągającą historią", "Gracze mogą liczyć na przeżycie jedynej w swoim rodzaju podróży – od serca współczesnego Los Angeles, do Juárez w Meksyku". Fabuła jest historią policyjną inspirowaną filmami "Gorączka" i "Dzień próby".
Gra rozpoczyna się atakiem bombowym na siedzibę rządowej agencji Stanów Zjednoczonych, w którym giną setki ludzi. Za zamach odpowiedzialny jest jeden z kartelów narkotykowych, podejrzany o infiltrację amerykańskich służb federalnych. Biały Dom nie chce wysłać na teren Meksyku swoich wojsk, gdyż to oznaczałoby wypowiedzenie wojny. Do walki z zamachowcami zostaje wysłana grupa zadaniowa, złożona z trzech funkcjonariuszy.
W rozgrywce pojawiają się elementy znane z ostatniej części serii Call of Juarez, Więzy krwi: kołowy infrest do zmiany broni, efekt bullet time oraz synchroniczne otwieranie drzwi. Do nowości należą m.in.: system kooperacji (zmiana postaci w czasie rzeczywistym), możliwość korzystania z dwóch różnych broni palnych jednocześnie, nowy model jazdy (wzorowany na serii Grand Theft Auto) i rozbudowany system walki wręcz.
Gracz może wyłączyć tryb kooperacji. Postaciami steruje wtedy sztuczna inteligencja.
Zabicie zbyt wielu cywili powoduje zakończenie gry.

### Postacie
- Ben McCall – policjant z Los Angeles, weteran wojny w Wietnamie, potomek pastora Raya McCalla[1][7].
- Eddie Guerra – agent DEA, nałogowy hazardzista, łamie prawo dla własnych korzyści[1][7].
- Kim Evans – agentka FBI (brak szczegółowych informacji na temat postaci)[1][7].
- Flaco – informator, zabity przez ludzi Jesusa[1].
- Jesus – gangster powiązany z zamachowcami[1].

### Bronie
Gra ma oferować blisko 30 różnych rodzajów broni. Wśród nich znajdują się pistolety, strzelby, miniguny, karabiny, wyrzutnie rakiet i granaty. Ekwipunek jest wybierany przez gracza indywidualnie. Podczas rozgrywki amunicja i pozostała broń pozyskiwana jest z ciał przeciwników.

## Edycja kolekcjonerska
W skład edycji kolekcjonerskiej wchodzą m.in. płyta z grą, soundtrack, fankit DVD, brelok z nabojem .44, odznaka policyjna Bena McCalla z kodami, ULC, smycz.

## Odbiór
Według amerykańskiej stacji Fox News gra Call of Juarez: The Cartel ukazuje fałszywy obraz Meksyku i trywializuje obraz przemocy.